# Afroditópolis (Alto Egito)
Afroditópolis (em latim: Aphroditopolis ou Aphrodito), também chamada Per-Uadjete (Per-Wadjet), foi uma cidade do Antigo Egito localizada no 10.º nomo do Alto Egito. Essa cidade pode ser associada com a vila moderna de Com Iscau. Afroditópolis foi conhecida a partir de fontes egípcias do Reino Novo. Foi local de culto de Hator, que era aí identificada com Uto. Os gregos identificaram Hator com Afrodite e portanto batizaram a cidade em homenagem a deusa. No período grego e romano a cidade por vezes serviu como capital de seu nomo. Em Com Iscau foram encontrados papiros de Dióscoro de Afroditópolis, que viveu ali no século VI.